# Druckkontrast

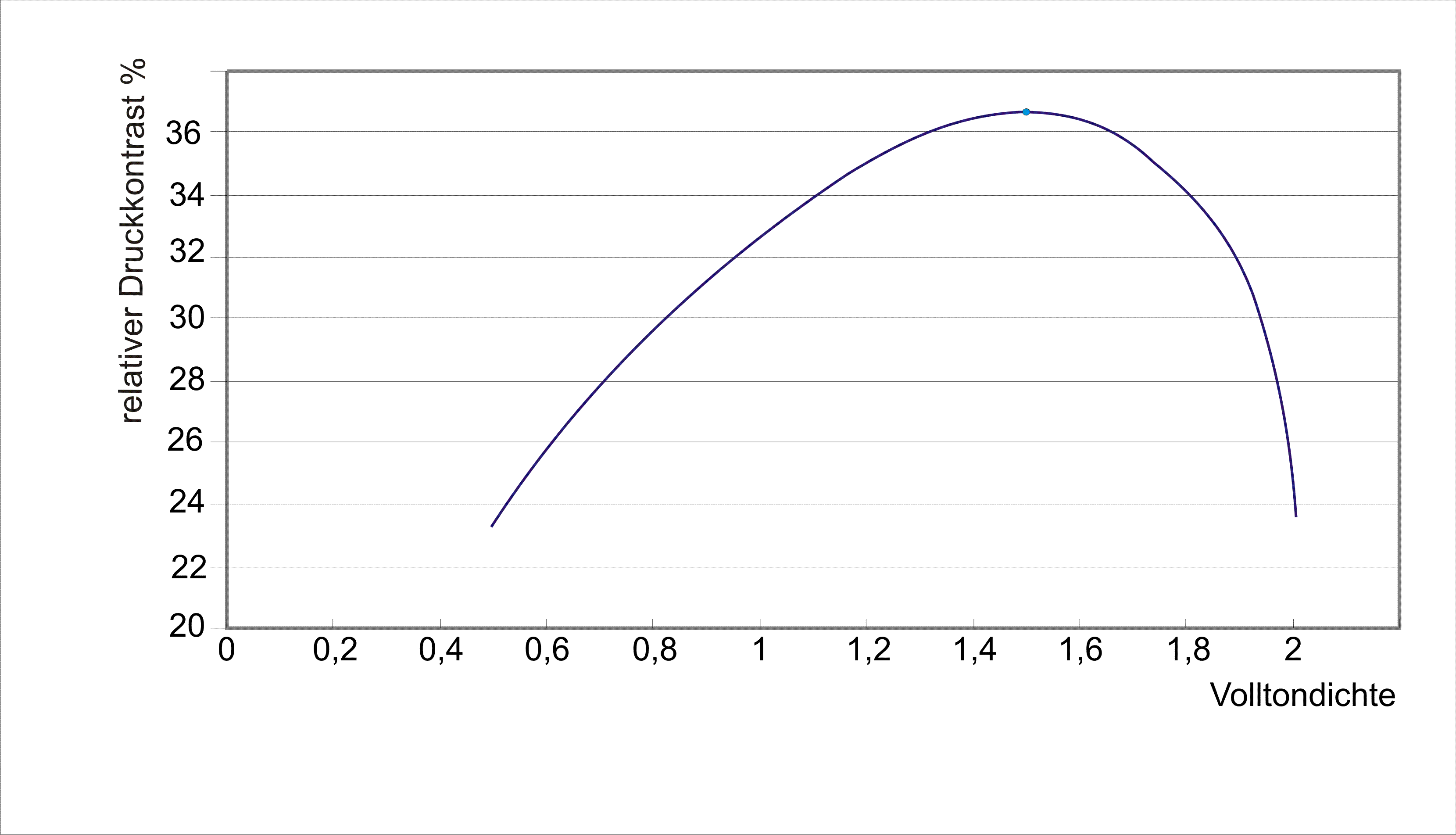
Der Druckkontrast erhöht sich zuerst mit der Farbführung, dann sinkt er wieder aufgrund der dann dominierenden Tonwertzunahme

Der relative Druckkontrast {\displaystyle K} ist eine Messgröße der Drucktechnik. Man ermittelt ihn, indem man in einer Reihe die Volltondichte {\displaystyle D_{V}} schrittweise erhöht und den Tonwert eines festgelegten Dreivierteltones (meist 75 oder 80 %) {\displaystyle D_{75}} misst. Einerseits steigt mit der Volltondichte die Einfärbung, also die Bildkraft eines Druckes. Andererseits steigt damit auch die Tonwertzunahme: Dadurch verschlechtert sich der Tonwertumfang, was die Bildleistung wieder einschränkt.
Die Berechnungsformel lautet:
{\displaystyle \mathrm {K\%={\frac {D_{V}-D_{75}}{D_{V}}}\times 100} } .
Mit steigender Farbführung (Volltondichte) steigt der relative Druckkontrast erst an, geht durch ein Maximum und fällt dann wieder ab. Die Volltondichte im Maximum stellt das bildtechnische Optimum für die Farbführung dar. Der relative Druckkontrast wird durch die Druckmaschine, den Bedruckstoff, die Druckfarbe, die Rasterung und die Druckbedingungen beeinflusst, gilt deshalb nur für einen gegebenen Satz von Parametern. Seine Bedeutung sinkt mit der sich ausbreitenden Standardisierung im Druck.